# Piz Ela
Il Piz Ela (3.339 m s.l.m. - detto anche Piz Aela) è una montagna delle Alpi dell'Albula nelle Alpi Retiche occidentali. Si trova nel Canton Grigioni.

## Descrizione
La montagna è collocata tra i comuni di Bergün e Surses. Il monte è compreso nel Parco Ela e fa parte del Gruppo dei Pizs da Bravuogn.
Il rifugio Chamonas d'Ela (2.252 m) è costruito nei pressi del monte.